# Discografia Valeriei Peter Predescu

## DiscografiaValeriei Peter Predescu(între anii 1974-2014)
| An             | Nr. Catalog       | Format/ Titlu album                                                    | Lista pieselor în ordinea în care au fost editate pe materialele discografice | Acompaniament | Casa de discuri             | Note |
| -------------- | ----------------- | ---------------------------------------------------------------------- | --- | --- | --------------------------- | --- |
| 1974           | 45-EPC 10.374     | vinil, EP, 17 cm Mult mă-ntreabă cucuțul                               | A1 Mult mă-ntreabă cucuțul A2 Bade, dorul dumitale B3 La mireasă B4 Însoară-te bade-al meu B5 Am drăguț năsăudean | Orchestra de Muzică Populară Radio Dirijor: George Vancu | Electrecord                 | Înregistrări Radio realizate în 1974 |
| 1977           | EPE 01427         | vinil, EP, 17 cm Cântă inimă și spune                                  | B13 Țara mea e ca o floare | Orchestra de Muzică Populară Radio Dirijor: George Vancu | Electrecord                 | Înregistrare Radio realizată în 1975 |
| 1977           | 45-STM-EPC 10.522 | vinil, EP, 17 cm De când badea mă iubește                              | A1 De când badea mă iubește A2 Cât îi Țibleșul de sus B3 Măi vecină d-îngă mine B4 Pe sub poala de pădure | Orchestra George Vancu Dirijor: George Vancu | Electrecord                 | |
| 1980           | STM-EPE 01572     | vinil, LP, 30 cm Ia-mă-n brațe, dorule!                                | A1 Cântec mândru-n țară-aud A2 Frunză verde de bănat (Tânără m-am măritat) A3 I-am spus la drăguț aseară A4 Hai mireasă suie-n car A5 Frunză verde de susai (Cată, mamă, cui mă dai) A6 Dus îi dorul badelui B7 Ia-mă-n brațe, dorule! B8 Cântecul cununii B9 Bade, de drăguța ta B10 Drag mi-i jocul românesc B11 Ce stai, bade, supărat B12 Vină, vină, primăvară | Orchestra George Vancu Dirijor: George Vancu | Electrecord                 | |
| 1980           | STC 0093          | casetă audio Interpreți de muzică populară din Valea Someșului - Sălaj | A3 Ia-mă-n brațe, dorule! A4 Bade, de drăguța ta | Orchestra George Vancu Dirijor: George Vancu | Electrecord                 | |
| 1981           | ST-EPE 01961      | vinil, LP, 30 cm Măi bădiță, strugur dulce                             | A1 Bade, frumoși ochișori A2 Dor mi-a fi de tine, mamă A3 De când s-o dus bădița A4 Găina A5 Nu mă poți bade iubi A6 Cântecul lui Tănase Todoran A7 Stau bade și mă gândesc B8 Auzit-am, auzit B9 Într-o seară pe la cină B10 M-am luat pe lângă râu B11 Mamă, nu mă drăgăla B12 Ieși măicuța mea în prag B13 Nani, nani, puiuț mic B14 Măi bădiță, strugur dulce | Orchestra George Vancu Dirijor: George Vancu | Electrecord                 | |
| 1981           | STC 00164         | casetă audio Interpreți din Bistrița Năsăud                            | A1 Cântec mândru-n țară-aud A2 I-am spus la drăguț aseară A3 Hai mireasă suie-n car A4 Frunză verde de susai (Cată, mamă, cui mă dai) A5 Dus îi dorul badelui A6 Ia-mă-n brațe, dorule! A7 Cântecul cununii A8 Bade, de drăguța ta A9 Drag mi-i jocul românesc | Orchestra George Vancu Dirijor: George Vancu | Electrecord                 | |
| 1984           | ST-EPE 02545      | vinil, LP, 30 cm Mândru-i jocul pe la noi                              | A1 Mândru-i jocul pe la noi A2 Mama mea când m-o făcut A3 Ce-o gândit badea, săracul A4 Supărat îi neamul meu A5 Greu îi dorul de purtat A6 Măi bade, noi ne-am iubi A7 Nu veni bade, la noi B8 De la Năsăud la vale B9 Vecină de peste drum B10 Mândre-s nunțile la noi B11 Măi muiere și-a mea dragă B12 Mamă, de ți-i dor de mine B13 Împărate, împărate | Orchestra George Vancu Dirijor: George Vancu | Electrecord                 | |
| 1984           | STC 00270         | casetă audio Bade, frumoși ochișori                                    | A1 Bade, frumoși ochișori A2 De când s-o dus bădița A3 Găina A4 Nu mă poți bade iubi A5 Auzit-am, auzit A6 Într-o seară pe la cină A7 M-am luat pe lângă râu A8 Ieși măicuța mea în prag A9 Măi bădiță, strugur dulce B10 Mândru-i jocul pe la noi B11 Ce-o gândit badea, săracul B12 Măi bade, noi ne-am iubi B13 De la Năsăud la vale B14 Vecină de peste drum B15 Măi muiere și-a mea dragă B16 Mamă, de ți-i dor de mine | Orchestra George Vancu Dirijor: George Vancu | Electrecord                 | |
| 1987           | ST-EPE 03035      | vinil, LP, 30 cm Dragă mi-i vremea de vară                             | A1 Dragă mi-e vremea de vară A2 Strigătură la mireasă când merge la cununie (Cântă-te mireasă bine) A3 Plaiul meu de drag și dor A4 Strigătura la mireasă când vine la cununie (Soacră mare, hai în prag) A5 Mândru-i jocul pe la noi A6 Strigătură la mireasă (Frumoasă-i mireasa noastră) A7 Ceteraș cu patru strune B8 Du-mă calule bălan B9 Jocul miresei în bani (Să jucăm cu mireasa) B10 Bine zice cetera B11 Balada lui Vălean B12 Pus-am la mama-n grădină | Orchestra de Muzică Populară Radio Dirijor: George Vancu (A5, A7, B8-B10-B12) Orchestra de Muzică Populară Radio Dirijor: Cornel Pop (A1-A4, A6)                                                                               | Electrecord                 | Înregistrări Radio realizate în anul: 1974: B11 1982: A5 1983: A1-A4, A6-B10, B12 *Titlurile originale au fost preluate din fonoteca Radio* |
| 1987           | ST-EPE 03158      | vinil, LP, 30 cm Țara mea, grădină-n floare                            | B11 Cântă astăzi toată țara | Orchestra de Muzică Populară Radio Dirijor: George Vancu | Electrecord                 | Înregistrare Radio realizată în 1986 |
| 1987           | STC 00456         | casetă audio Ia-mă-n brațe, dorule!                                    | A1 Ia-mă-n brațe, dorule! A2 Bade, de drăguța ta A3 Drag mi-i jocul românesc A4 Frunză verde de bănat (Tânără m-am măritat) A5 De când s-o dus bădița A6 Frunză verde de susai (Cată, mamă, cui mă dai) A7 Pe sub poala de pădure A8 De când badea mă iubește B9 Auzit-am, auzit B10 Într-o Seară, pe la cină B11 Măi bădiță, strugur dulce B12 Găina B13 Măi muiere și-a mea dragă B14 Mândre-s nunțile la noi B15 Măi bade, noi ne-am iubi | Orchestra George Vancu Dirijor: George Vancu | Electrecord                 | |
| 1988           | STC 00518         | casetă audio Mult mă-ntreabă cucuțul                                   | A1 Mult mă-ntreabă cucuțul A2 Bade, dorul dumitale A3 Am drăguț năsăudean A4 Însoară-te bade-al meu A5 Cântecul cununii A6 La mireasă A7 De când badea mă iubește A8 Cât îi Țibleșul de sus A9 Măi vecină d-îngă mine A10 Pe sub poala de pădure B11 Cântec mândru-n țară-aud B12 I-am spus la drăguț aseară B13 Hai mireasă suie-n car B14 Dus îi dorul badelui B15 Bade, de drăguța ta B16 Drag mi-i jocul românesc B17 Ce stai, bade, supărat B18 Vină, vină, primăvară B19 Ia-mă-n brațe, dorule! | Orchestra de Muzică Populară Radio Dirijor: George Vancu (A1-A4, A6) Orchestra George Vancu Dirijor: George Vancu (A5, A7-B19)                                                                                                 | Electrecord                 | Înregistrări Radio realizate în 1974 (A1-A4, A6)                                                                                            |
| 1988           | ST-EPE 03464      | vinil, LP, 30 cm La târgul năsăudean                                   | A1 La târgul năsăudean A2 Codrule, Măria Ta A3 Câte neveste-s la masă A4 N-a venit bădița-aseară A5 M-o întrebat Cucuțul A6 Dorule, ardă-te focul B7 Dragu mi-i să cânt, să joc B8 Spune, mamă, adevărat B9 Cine joacă jocul rar B10 Zis-o badea c-a veni B11 Strigătură la găină B12 Mare-i, mamă, al meu sat | Orchestra George Vancu Dirijor: George Vancu | Electrecord                 | Piesa nr. 7 a fost editată cu titlul ”Eu trăiesc pe mândra glie”                                                                            |
| 1990           | STC 00634         | casetă audio La târgul năsăudean                                       | A1 La târgul năsăudean A2 N-o venit bădița-aseară A3 M-o întrebat cucuțul A4 Strigătură la mireasă când merge la cununie A5 Zis-o badea c-a veni A6 Mare-i, mamă, al meu sat A7 Mândru-i jocul pe la noi A8 Vecină de peste drum A9 Greu îi dorul de purtat A10 Cât îi Țibleșul de sus B11 Câte neveste-s la masă B12 Dorule, ardă-te focul B13 Dragă mi-e vremea de vară B14 Spune, mamă, adevărat B15 Cine joacă jocul rar B16 Plaiul meu de drag și dor B17 Strigătură la găină B18 De Când badea mă iubește B19 Măi vecină d-îngă mine | Orchestra George Vancu Dirijor: George Vancu Orchestra de Muzică Populară Radio Dirijor: Cornel Pop (A4, B13. B16) | Electrecord                 | Înregistrări Radio realizate în 1983 (A3, B13, B16)                                                                                         |
| 1991           | ST-EPE 03964      | vinil, LP, 30 cm M-o făcut mama pe lună                                | A1 Bădiță, struț înflorit A2 Măi bădiță, struguraș A3 Cucuțule, păsărea A4 M-o făcut mama pe lună A5 Balada eroului necunoscut A6 De pe câmp cu sânziene B7 Bădiță din altu sat B8 Hai mireasă să te joc B9 Trei păcurărei pe munte B10 Dragu mi-i cu lume multă B11 Spusu-le-am ochilor mei B12 Cântă ceteraș pe strună B13 Pe câmpul cu florile | Orchestra Dumitru Buzoianu Dirijor: Dumitru Buzoianu | Electrecord                 | |
| 1992           | CDS-026           | vinil, LP, 30 cm Colinde și Pricesne                                   | A1 Aseară pe-nserate A2 Lâng-o salcie pletoasă A3 Când fost-a încă prunc Iisus A4 Duminică la Florii A5 Să fii bucuros, creștine A6 De-aș avea tot bunul lumii B7 Nunta din Cana Galileii B8 O, Măicuță Sfântă B9 Coborât-o, coborât B10 Așa ne zice Domnul Slavei B11 La râul Iordanului B12 Pe drum cu spini încununat | Orchestra Constantin Arvinte Dirijor: Constantin Arvinte | Eurostar                    | Piesa nr. 1 a fost editată cu titlul ”Fecioara Maria”                                                                                       |
| 1993           | CDS-CS 0140       | vinil, LP, 30 cm Cântări bisericești                                   | A1 Chemarea Bisericii Ortodoxe A2 Cruce Sfântă părăsită A3 Ruga Maicii Domnului A4 Blândul Păstor A5 Cina cea de taină A6 Sfântă Marie, pentru noi, roagă-te B7 Te ador, Iisuse B8 Chemare la Mănăstirea Rohia B9 A bătut la ușa ta cineva B10 Astăzi Maica-n cer se duce B11 Chemarea Mariei (De la margini, o, apostoli) | Grupul vocal „Aghios” al Seminarului Teologic din București | Eurostar                    | |
| 1993           | 112844            | compact disc Musiques Traditionnelles: Roumanie - Lettonie             | 5 Jocul miresei în bani (Să jucăm cu mireasa) 6 Strigături 12 M-o întrebat cucuțul 13 Vecină de peste drum | Orchestra Populară din Bistrița Năsăud Dirijor: Anghel Urs | BNL Productions             | |
| 1993           | ST-EPE 04249      | vinil, LP, 30 cm Hristos A Înviat! Cântece și colinde ale Paștilor - 1 | A2 Duminică la Florii | | Electrecord                 | |
| 1993           | ST-EPE 04250      | vinil, LP, 30 cm Hristos A Înviat! Cântece și colinde ale Paștilor - 2 | A8 Cinstiți creștini B12 Surorilor, ascultați B16 Astăzi e-nvierea | | Electrecord                 | |
| 1993           | ST-EPE 04262      | vinil, LP, 30 cm De când badea mă iubește                              | A1 Zis-o badea c-a veni A2 De când badea mă iubește A3 I-am spus la drăguț aseară A4 Hai mireasă suie-n car A5 M-o întrebat cucuțul A6 Bade, dorul dumitale A7 Dorule, ardă-te focul B8 Bade, de drăguța ta B9 Drag mi-i jocul românesc B10 Auzit-am, auzit B11 Într-o seară pe la cină B12 De când s-o dus bădița B13 Bade, frumoși ochișori B14 Vecină de peste drum B15 Mult mă-ntreabă cucuțul B16 Greu îi dorul de purtat | Orchestra de Muzică Populară Radio Dirijor: George Vancu (A6, B15) Orchestra George Vancu Dirijor: George Vancu | Electrecord                 | Înregistrări Radio realizate în 1974 (A6, B15)                                                                                              |
| 1993           | STC 00930         | casetă audio De când badea mă iubește                                  | A1 Zis-o badea c-a veni A2 De când badea mă iubește A3 I-am spus la drăguț aseară A4 Hai mireasă suie-n car A5 M-o întrebat cucuțul A6 Bade, dorul dumitale A7 Dorule, ardă-te focul B8 Bade, de drăguța ta B9 Drag mi-i jocul românesc B10 Auzit-am, auzit B11 Într-o seară pe la cină B12 De când s-o dus bădița B13 Bade, frumoși ochișori B14 Vecină de peste drum B15 Mult mă-ntreabă cucuțul B16 Greu îi dorul de purtat | Orchestra de Muzică Populară Radio Dirijor: George Vancu (A6, B15) Orchestra George Vancu Dirijor: George Vancu | Electrecord                 | Înregistrări Radio realizate în 1974 (A6, B15)                                                                                              |
| 1993           | STC 00934         | casetă audio Hristos A Înviat! Cântece și colinde ale Paștilor - 1     | A2 Duminică la Florii | | Electrecord                 | |
| 1993           | STC 00935         | casetă audio Hristos A Înviat! Cântece și colinde ale Paștilor - 2     | A8 Cinstiți creștini B12 Surorilor, ascultați B16 Astăzi e-nvierea | | Electrecord                 | |
| 1994           | CDS CS 155        | vinil, LP, 30 cm La căsuța d-îngă vale                                 | A1 La căsuța d-îngă vale A2 Cântă cuce că ți-i bine A3 Ș-oi muri ca mâine A4 Strigătură la găină (Trandafir ardelenesc) A5 Balada șarpelui A6 Badea 'nalt și cu mustață B7 Măi muiere, ce-i bărbate B8 Mă luai, luai B9 Moare badea de beteag B10 Omu-n lume cât trăiește B11 Strigătură în prag B12 Zis-o badea către mine | Orchestra ”Virtuozii Transilvaniei” Dirijor: Ovidiu Barteș La fluier: Dumitru Ciupa | Eurostar                    | |
| 1994           | CDS CS 00112      | casetă audio La căsuța d-îngă vale                                     | A1 La căsuța d-îngă vale A2 Cântă cuce că ți-i bine A3 Ș-oi muri ca mâine A4 Strigătură la găină (Trandafir ardelenesc) A5 Balada șarpelui A6 Badea 'nalt și cu mustață A7 Mamă, nu mă legăna A8 Am drăguț năsăudean B9 Măi muiere, ce-i bărbate B10 Mă luai, luai B11 Moare badea de beteag B12 Omu-n lume cât trăiește B13 Strigătură în prag B14 Zis-o badea către mine B15 Măicuță, când m-ai făcut B16 Strigătură la miri | Orchestra ”Virtuozii Transilvaniei” Dirijor: Ovidiu Barteș La fluier: Dumitru Ciupa | Eurostar                    | |
| 1995           | STC 001108        | casetă audio La botezul lui Hristos                                    | A1 La botezul lui Hristos A2 Măruț, mărgăritar A3 Bună seara lui Crăciun A4 În Gradina Raiului A5 A lui Iuda Împărat A6 Trei păcurărei B7 Colo-n jos și mai în jos B8 Viță verde de măr verde B9 Rătăcește Maica Sfântă B10 Colindul cerbului B11 Mă luai, luai | Orchestra Paraschiv Oprea Dirijor: Paraschiv Oprea | Electrecord                 | Piesa nr. B7 a fost editată cu titlul ”Maica și Fiul”                                                                                       |
| 1996           | EDC 208           | compact disc Ia-mă-n brațe, dorule!                                    | 1 Ia-mă-n brațe, dorule! 2 Bade, de drăguța ta 3 Drag mi-i jocul românesc 4 Mult mă-ntreabă cucuțul 5 De când s-o dus bădița 6 Găina 7 Nu mă poți bade iubi 8 Cântecul lui Tănase Todoran 9 Spusu-le-am ochilor mei 10 Mare-i, mamă, al meu sat 11 Măi bădiță, struguraș 12 De când badea mă iubește 13 Bădță, struț înflorit 14 Bade, dorul dumitale 15 Balada eroului necunoscut 16 Bade, frumoși ochișori 17 Auzit-am, auzit 18 Într-o seară pe la cină 19 Vecină de peste drum 20 M-o făcut mama pe lună 21 Frunză verde de susai (Cată, mamă, cui mă dai) 22 M-o întrebat cucuțul 23 Cântecul cununii 24 Dus îi dorul badelui 25 Zis-o badea c-a veni 26 I-am spus la drăguț aseară | Orchestra George Vancu Dirijor: George Vancu (1-3, 5-8, 16-19, 21-26) Orchestra de Muzică Populară Radio Dirijor: George Vancu (4, 14) Orchestra Dumitru Buzoianu Dirijor: Dumitru Buzoianu (9, 11, 13, 15, 20)                | Electrecord                 | Înregistrări Radio realizate în 1974 (4, 14)                                                                                                |
| 1996           | STC 001142        | casetă audio Melodii îndrăgite                                         | A1 Ia-mă-n brațe, dorule! A2 Bade, de drăguța ta A3 Drag mi-i jocul românesc A4 M-o făcut mama pe lună A5 De când badea mă iubește A6 De când s-o dus bădița A7 Găina A8 Spusu-le-am ochilor mei A9 Mare-i, mamă, al meu sat B10 Măi bădiță, struguraș B11 Bădță, struț înflorit B12 Auzit-am, auzit B13 Într-o seară pe la cină B14 Vecină de peste drum B15 Frunză verde de susai (Cată, mamă, cui mă dai) B16 M-o întrebat cucuțul B17 Zis-o badea c-a veni | Orchestra George Vancu Dirijor: George Vancu (A1-A3, A5-A7, B12-B17) Orchestra Dumitru Buzoianu Dirijor: Dumitru Buzoianu (A4, A8, B10, B11)                                                                                   | Electrecord                 | |
| 1996           | A-021             | casetă audio Colinde și cântece creștinești                            | A1 Veniți astăzi, credincioși! A2 Doisprezece îngerei A3 Chemarea Mariei A4 Colinda Cerbului B5 A lui Iuda împărat B6 Mă luai, luai B7 Blândul Păstor B8 Trei păcurărei | | Eurostar - Adivan           | |
| 1997           | STC 001223        | casetă audio Stelele Festivalului ”Maria Tănase”                       | A4 Zis-o badea c-a veni | Orchestra George Vancu Dirijor: George Vancu | Electrecord                 | |
| 1997           | STC 001235        | casetă audio Autografe muzicale                                        | A4 Zis-o badea c-a veni | Orchestra George Vancu Dirijor: George Vancu | Electrecord                 | |
| 1997           | T 551             | casetă audio Cântări bisericești                                       | A1 Blândul Păstor A2 Chemarea Bisericii Ortodoxe A3 Cruce Sfântă părăsită A4 Ruga Maicii Domnului A5 Cina cea de taină A6 Sfântă Marie, pentru noi, roagă-te B7 Te ador, Iisuse B8 Chemare la Mănăstirea Rohia B9 A bătut la ușa ta cineva B10 Astăzi Maica-n cer se duce B11 Chemarea Mariei (De la margini, o, apostoli) | Grupul vocal „Aghios” al Seminarului Teologic din București | Glas Transilvan             | Reeditare LP Eurostar - CDS-CS 0140 |
| 1997           | T 571             | casetă audio Veniți la mănăstire                                       | A1 Din mormântu-ntunecat A2 O, Măicuță Sfântă și Măicuță Sfântă A3 Cele zece fecioare A4 Lâng-o salcie pletoasă A5 O, Măicuță Sfântă A6 Așa ne zice Domnul Slavei B7 O, vai, vai, Ierusalime B8 Împărtășania B9 Cântarea Icoanei făcătoare de minuni de la Mănăstirea Nicula B10 Pentru Tine, Doamne B11 La Tine vin, Iisuse, iar | | Glas Transilvan             | |
| 1997           | CD-SR 0061        | compact disc Colinde                                                   | 1 Noi umblăm și colindăm 2 Viflaime, Viflaime 3 Colo jos la Răsăritu' 4 Bună seara, Moș Crăciun! 5 Colinda cerbului 6 Copilule cu ochi senini 7 Pe Iisus îl căutăm 8 Sculați, gazde, nu dormiți! 9 Aseară pe-nserate 10 La botezul lui Hristos 11 Mă luai, luai 12 A lui Iuda împărat 13 Sus la vița vinului 15 Trei păcurărei | Vioară: Mihai Spân | Sonex Zalău                 | În duet cu Ioachim Spân |
| 1997           | MC-SR 0148 66279  | casetă audio Colinde                                                   | A1 Noi umblăm și colindăm A2 Viflaime, Viflaime A3 Colo jos la Răsăritu' A4 Bună seara, Moș Crăciun! A5 Colinda cerbului A6 Copilule cu ochi senini A7 Pe Iisus îl căutăm B8 Sculați, gazde, nu dormiți! B9 Aseară pe-nserate B10 La botezul lui Hristos B11 Mă luai, luai B12 A lui Iuda împărat B13 Sus la vița vinului B15 Trei păcurărei | Vioară: Mihai Spân | Sonex Zalău                 | În duet cu Ioachim Spân |
| 1998           | EDC 285           | compact disc Sfântă Maria, pentru noi, roagă-te!                       | 1 Din mormântu-ntunecat 2 La Tine vin, Iisuse, iar 3 Pentru Tine, Doamne 4 Ruga Maicii Domnului 5 Sfântă Maria, pentru noi, roagă-te! 6 Blândul păstor 7 Sus la Telciu-n vârf de deal 8 Chemarea Bisericii Ortodoxe 9 Lâng-o salcie pletoasă 10 Cântarea Icoanei făcătoare de minuni de la Mănăstirea Nicula 11 Cruce Sfântă părăsită 12 O, Măicuță Sfântă 13 O, vai, vai, Ierusalime 14 Împărtășania 15 La Salva la mănăstire 16 A bătut la ușa ta cineva 17 Cele zece fecioare | Acompaniază: Ștefan Naftalină - tenor Florin Naftalină - tenor Rafel Vieru - bariton Cristian Marica - bariton Răzvan Vasilcahe - bas Bogdan Pavlică - bas                                                                     | Electrecord                 | |
| 1998           |                   | casetă audio Sfântă Maria, pentru noi, roagă-te!                       | A1 Din mormântu-ntunecat A2 O, Măicuță Sfântă și Măicuță Sfântă A3 Sfântă Maria, pentru noi, roagă-te! A4 Cântarea Icoanei făcătoare de minuni de la Mănăstirea Nicula A5 Ruga Maicii Domnului A6 O, vai, vai, Ierusalime B7 Sus la Telciu-n vârf de deal B8 Pentru Tine, Doamne B9 Cele zece fecioare B10 A bătut la ușa ta cineva B11 La Salva la mănăstire | | Electrecord                 | Înregistrări DIFERITE față de cele de pe CD!                                                                                                |
| 1998           | MC-SR 0176        | casetă audio La căsuța d-îngă vale                                     | A1 Măi muiere, ce-i bărbate A2 Omu-n lume cât trăiește A3 Hai mireasă suie-n car A4 Mamă, dorul dumitale A5 Strigătură la miretei A6 Mamă, nu mă legăna A7 O zis badea către mine B8 La căsuța d-îngă vale B9 Cântă cuce că ți-i bine B10 Strigătură în prag B11 Vecină de peste drum B12 Badea 'nalt și cu mustață B13 Strigătură la găină (Trandafir ardelenesc) B14 Am drăguț năsăudean B15 Moare badea de beteag | Acompaniază un taraf tradițional compus din: Contrabas: Ștefan Peterfi Vioară: Dan Daniel Braci: Francisc Balogh Fluier: Ionel Cozma Aranjamente muzicale: Francisc Balogh                                                     | Sonex Zalău                 | |
| 1998           | MC-SR 0244        | casetă audio Colinde                                                   | A5 Aseară pe-nserate | Vioară: Mihai Spân | Sonex Zalău                 | În duet cu Ioachim Spân |
| 1999           | SR-CD 031         | compact disc Mândre-s nunțile la noi                                   | 1 Mândre-s nunțile la noi 2 Ia-ți mireasă ziua bună 3 Hai mireasă suie-n car 4 Datul colacului la soacră 5 Ieși mireasă până-n prag 6 De trei ori pe după masă 7 Jocul miresei în bani (Să jucăm cu mireasa) 8 Strigătură la găină (Trandafir ardelenesc) 9 Dragu mi-i cu lume multă 10 Datul cămeșii la mire 11 Cucule, cucuț bălan 12 Strigătură la găină (Frunză verde, foi de nuc) 13 Hai mireasă să te joc 14 Străgătură în prag 15 Câte neveste-s la masă 16 Jocul miresei în bani | Formația instrumentală condusă de Anghel Urs Componență: Anghel Urs - vioară Dumitru Ciupa - fluier, caval, taragot Ioachim Spân - acordeon Mihail David - contrabas Dorel Ciobanu - braci                                     | Sonex Zalău                 | |
| 1999           | MC-SR 0280 66279  | casetă audio Mândre-s nunțile la noi                                   | A1 Mândre-s nunțile la noi A2 Ia-ți mireasă ziua bună A3 Hai mireasă suie-n car A4 Datul colacului la soacră A5 Ieși mireasă până-n prag A6 De trei ori pe după masă A7 Jocul miresei în bani (Să jucăm cu mireasa) A8 Strigătură la găină (Trandafir ardelenesc) B9 Dragu mi-i cu lume multă B10 Datul cămeșii la mire B11 Cucule, cucuț bălan B12 Strigătură la găină (Frunză verde, foi de nuc) B13 Hai mireasă să te joc B14 Străgătură în prag B15 Câte neveste-s la masă B16 Jocul miresei în bani | Formația instrumentală condusă de Anghel Urs Componență: Anghel Urs - vioară Dumitru Ciupa - fluier, caval, taragot Ioachim Spân - acordeon Mihail David - contrabas Dorel Ciobanu - braci                                     | Sonex Zalău                 | Înregistrări DIFERITE față de cele de pe CD!                                                                                                |
| 1999           | SR-CD 031         | compact disc La căsuța d-îngă vale                                     | 1 La căsuța d-îngă vale 2 Mă luai, luai 3 Ș-oi muri ca mâine 4 Cântă cuce că ți-i bine 5 Balada șarpelui 6 Badea 'nalt și cu mustață 7 Mamă, nu mă legăna 8 Împărate, împărate 9 Am drăguț năsăudean 10 Rea soacră mi-am căpătat 11 Măi muiere, ce-i bărbate 12 Măicuță, când m-ai făcut 13 Moare badea de beteag 14 Dor mi-a fi de tine, mamă 15 Omu-n lume cât trăiește 16 Hai la mine, pui frumos 17 Mamă, dorul dumitale 18 Zis-o badea către mine | Formația instrumentală condusă de Anghel Urs Componență: Anghel Urs - vioară Dumitru Ciupa - fluier, caval, taragot Ioachim Spân - acordeon Mihail David - contrabas Dorel Ciobanu - braci                                     | Sonex Zalău                 | |
| 1999           | MC-SR 0281 66279  | casetă audio La căsuța d-îngă vale                                     | A1 La căsuța d-îngă vale A2 Mă luai, luai A3 Cântă cuce că ți-i bine A4 Balada șarpelui A5 Badea 'nalt și cu mustață A6 Mamă, nu mă legăna A7 Am drăguț năsăudean A8 Rea soacră mi-am căpătat B9 Măi muiere, ce-i bărbate B10 Măicuță, când m-ai făcut B11 Moare badea de beteag B12 Dor mi-a fi de tine, mamă B13 Omu-n lume cât trăiește B14 Hai la mine, pui frumos B15 Mamă, dorul dumitale B16 Zis-o badea către mine | Formația instrumentală condusă de Anghel Urs Componență: Anghel Urs - vioară Dumitru Ciupa - fluier, caval, taragot Ioachim Spân - acordeon Mihail David - contrabas Dorel Ciobanu - braci                                     | Sonex Zalău                 | |
| 1999           | CDS-026           | compact disc Colinde și Pricesne                                       | 1 Aseară pe-nserate 2 Lâng-o salcie pletoasă 3 Când fost-a încă prunc Iisus 4 Duminică la Florii 5 Să fii bucuros, creștine 6 De-aș avea tot bunul lumii 7 Nunta din Cana Galileii 8 O, Măicuță Sfântă 9 Coborât-o, coborât 10 Așa ne zice Domnul Slavei 11 La râul Iordanului 12 Pe drum cu spini încununat | Orchestra Constantin Arvinte Dirijor: Constantin Arvinte | Eurostar                    | Piesa nr. 1 a fost editată cu titlul ”Fecioara Maria”                                                                                       |
| 1999           | STC 001334        | casetă audio La târgul năsăudean                                       | A1 I-am spus la drăguț aseară A2 Dus îi dorul badelui A3 Hai mireasă suie-n car A4 La târgul năsăudean A5 Bade, frumoși ochișori A6 Dor mi-a fi de tine, mamă A7 Greu îi dorul de purtat A8 Cântecul lui Tănase Todoran A9 N-o venit bădița-aseară B10 Măi bădiță, strugur dulce B11 Nani, nani, puiuț mic B12 Ce stai bade supãrat B13 Stau bade și mă gândesc B14 Cântecul cununii B15 Balada eroului necunoscut B16 Nu mă poți, bade iubi B17 Strigătură la găină | Orchestra George Vancu Dirijor: George Vancu (A1-B14, B16, B17) Orchestra Dumitru Buzoianu Dirijor: Dumitru Buzoianu (B15) | Electrecord                 | |
| 2000           | EDC 376           | compact disc Am drăguț năsăudean                                       | 1 Ce stai bade supãrat 2 Măi bădiță, strugur dulce 3 Mamă, de ți-i dor de mine 4 Hai mireasă să te joc 5 Mama mea când m-o făcut 6 Măi bade, noi ne-am iubi 7 La târgul năsăudean 8 Dorule, ardă-te focul 9 Strigătură la găină 10 Spune, mamă, adevărat 11 Cântă ceteraș pe strună 12 Nani, nani, puiuț mic 13 Mamă, nu mă drăgăla 14 Am drăguț năsăudean 15 Frunză verde de bănat (Tânără m-am măritat) 16 Stau bade și mă gândesc 17 Greu îi dorul de purtat 18 Cucuțule, păsarea 19 Hai mireasă suie-n car 20 Pe câmpul cu florile 21 Măi vecină d-îngă mine 22 Cât îi Țibleșul de sus 23 Bădiță din altu sat 24 Balada lui Vălean                                                   | Orchestra George Vancu Dirijor: George Vancu (1-3, 5-10, 12, 13, 15-17, 19, 21, 22) Orchestra Dumitru Buzoianu Dirijor: Dumitru Buzoianu (4, 11, 18, 20, 23) Orchestra de Muzică Populară Radio Dirijor: George Vancu (14, 24) | Electrecord                 | Înregistrări Radio realizate în 1974 (14, 24)                                                                                               |
| 2000           | STC 001369        | casetă audio Am drăguț năsăudean                                       | A1 Mândru-i jocul pe la noi A2 Dus îi dorul badelui A3 Măi bade, noi ne-am iubi A4 De la Năsăud la vale A5 Cântă ceteraș pe strună A6 Mândre-s nunțile la noi A7 Pe câmpul cu florile A8 Ce-o gândit badea, săracul B9 Am drăguț năsăudean B10 Cât îi Țibleșul de sus B11 Mamă, de ți-i dor de mine B12 Supărat îi neamul meu B13 Măi vecină d-îngă mine B14 Cine joacă jocul rar B15 Spune, mamă, adevărat B16 Bădiță din altu sat B17 Balada lui Vălean | Orchestra George Vancu Dirijor: George Vancu (A1-A4, A6, A8, B10-B15) Orchestra Dumitru Buzoianu Dirijor: Dumitru Buzoianu (A5, A7, B16) Orchestra de Muzică Populară Radio Dirijor: George Vancu (B9, B17)                    | Electrecord                 | Înregistrări Radio realizate în 1974 (B9, B17)                                                                                              |
| 2001           | EDC 450           | compact disc Bună seara, Moș Crăciun!                                  | 1 Noi umblăm și colindăm 2 Colo-n jos și mai în jos 3 Copilule cu ochi senini 4 Bună seara, Moș Crăciun! 5 Colinda cerbului 6 Viflaime, Viflaime 7 Sculați, gazde, nu dormiți! 8 La botezul lui Hristos 9 Doisrezece îngerei 10 Mă luai, luai 11 Veniți astăzi, credincioșii! 12 Te-așteptăm, Iisuse 13 Aseară pe-nserate 14 Sus la vița vinului 15 Trei păcurărei 16 Colo jos la Răsăritu' 17 Irod, mare împărat 18 Pe Iisus îl căutăm | Orchestra Constantin Arvinte Dirijor: Constantin Arvinte | Electrecord                 | |
| 2001           | STC 001438        | casetă audio Bună seara, Moș Crăciun!                                  | A1 Noi umblăm și colindăm A2 Colo-n jos și mai în jos A3 Copilule cu ochi senini A4 Bună seara, Moș Crăciun! A5 Viflaime, Viflaime A6 Sculați, gazde, nu dormiți! A7 La botezul lui Hristos B8 Veniți astăzi, credincioșii! B9 Doisrezece îngereI B10 Te-așteptăm, Iisuse B11 Aseară pe-nserate B12 Trei păcurărei B13 Irod, mare împărat B14 Pe Iisus îl căutăm | Orchestra Constantin Arvinte Dirijor: Constantin Arvinte | Electrecord                 | |
| 2001           | EDC 472           | compact disc Astăzi e ziua ta (Fericită zi de cununie)                 | 6 Hai mireasă suie-n car | Orchestra George Vancu Dirijor: George Vancu | Electrecord                 | |
| 2002           | EDC 477           | compact disc Am venit la Tine, Doamne                                  | 1 Vreau lângă Dumnezeu 2 Iisuse al meu, prieten bun 3 Cina cea de taină 4 Unde să mă duc eu, Doamne 5 Dragostea e cea mai sfântă 6 Privește, Doamne, pe pământ 7 Iisuse, primește-mă la Tine 8 Ție Maică-ți cer 9 În grădina cu măslini 10 Cu cântare de mărire 11 Iisuse scump, îmi pare rău 12 Te ador, Iisuse 13 Hristos din morți A Înviat 14 Jos sub Crucea răsturnată 15 Am venit la Tine, Doamne 16 Vorbea Iisus de pe colină | Claviaturi: Radu Șeu | Electrecord                 | |
| 2002           | STC 001461        | casetă audio Am venit la Tine, Doamne                                  | A1 Vreau lângă Dumnezeu A2 Iisuse al meu, prieten bun A3 Cina cea de taină A4 Unde să mă duc eu, Doamne A5 Dragostea e cea mai sfântă A6 Drumul Crucii B7Jos sub Crucea răsturnată B8 Am venit la Tine, Doamne B9 Ție Maică-ți cer B10 Iisuse, primește-mă la Tine B11 Vorbea Iisus de pe colină B12 Omule ce-n astă lume | Claviaturi: Radu Șeu | Electrecord                 | |
| 2002           | EDC 498           | compact disc Dragu mi-i să cânt, să joc                                | 1 Rodnă nouă, Rodnă veche 2 La fântâna cu doi fagi 3 De trei ori pe după masă 4 Unde te duci, măi Ionică 5 Strânge omul ca furnica 6 Hurduzăul știu juca 7 Măi bădiță, nu-mi trimete dorul! 8 Jocul miresei în bani 9 O făcut tata fântână 10 Ce stai bade și gândești 11 Dragu mi-i să cânt, să joc 12 Balada șarpelui 13 Mândre-s nunțile la noi 14 Bădiță cu mândre multe 15 Împărate, împărate 16 Strigătura lelei Reghina Tăpălagă (Pare-mi rău că-mbătrânesc) | Taraf tradițional condus de Anghel Urs Vioară: Anghel Urs | Electrecord                 | |
| 2002           | STC 001475        | casetă audio Dragu mi-i să cânt, să joc                                | A1 Rodnă nouă, Rodnă veche A2 Mândre-s nunțile la noi A3 Hurduzăul știu juca A4 Măi bădiță, nu-mi trimete dorul! A5 Jocul miresei în bani (Să jucăm cu mireasa) A6 Ce stai bade și gândești A7 De trei ori pe după masă A8 O făcut tata fântână B9 Unde te duci, măi Ionică B10 Dragu mi-i să cânt, să joc B11 La fântâna cu doi fagi B12 Balada șarpelui B13 Bădiță cu mândre multe B14 Împărate, împărate B15 Strânge omul ca furnica | Taraf tradițional condus de Anghel Urs Vioară: Anghel Urs | Electrecord                 | |
| 2003           | EDC 562           | compact disc Cântări năsăudene                                         | 1 Măi muiere, ce-i bărbate 2 Moare badea de beteag 3 Badea 'nalt și cu mustață 4 Hai mireasă să te joc! 5 Omu-n lume cât trăiește 6 Mamă, dorul dumitale 7 Cântă cuce că ți-i bine 8 La căsuța d-îngă vale 9 Pe sub poala de pădure 10 Jocul miresei în bani (Să jucăm cu mireasa) 11 Datul cămeșii la mire 12 Măicuță, când m-ai făcut 13 Ia-ți mireasă ziua bună 14 Zis-o badea către mine 15 Mamă, nu mă legăna 16 Ieși mireasă până-n prag 17 Strigătură în prag 18 Strigătură la găină (Trandafir ardelenesc) 19 Hai la mine, pui frumos | Orchestra Constantin Arvinte Dirijor: Constantin Arvinte | Electrecord                 | Piesa nr. 17 apare cu titlu greșit pe copertă.                                                                                              |
| 2003           | STC 001518        | casetă audio Cântări năsăudene                                         | A1 Măi muiere, ce-i bărbate A2 Moare badea de beteag A3 Cântă cuce că ți-i bine A4 Hai mireasă să te joc A5 Badea 'nalt și cu mustață A6 Mamă, dorul dumitale A7 Omu-n lume cât trăiește A8 La căsuța d-îngă vale A9 Datul cămeșii la mire B10 Jocul miresei în bani (Să jucăm cu mireasa) B11 Zis-o badea către mine B12 Ieși mireasă până-n prag B13 Ș-oi muri ca mâine B14 Ia-ți mireasă ziua bună B15 Strigătură la găină (Trandafir ardelenesc) B16 Strigătură în prag | Orchestra Constantin Arvinte Dirijor: Constantin Arvinte | Electrecord                 | Piesa nr. B16 apare cu titlu greșit pe copertă.                                                                                             |
| 2007           | -                 | compact disc Când Te-am văzut, Iisuse                                  | 1 Un singur dor mai am și eu 2 Aș vrea să intru-n mănăstire 3 La umbra Crucii Tale 4 O, Măicuță Sfântă și Măicuță Sfântă 5 La râul multor dureri 6 Chemarea Mariei (De la margini, o, apostoli) 7 Păstorul cel Bun 8 În Noaptea Răstignirii 9 O, Maică Dulce-a vieții mele 10 Drumul Crucii 11 De n-ai credință-n Dumnezeu 12 Când Te-am văzut, Iisuse 13 Dragostea e cea mai sfântă 14 Veniți creștini la rugăciune | | -                           | |
| 2008           | EDC 864           | compact disc Hristos A Înviat ! Cântece Și Colide De Paște             | 2 Duminică la Florii 18 Cinstiți creștini 22 Surorilor, ascultați 26 Astăzi e-nvierea | | Electrecord                 | |
| 2008           | -                 | compact disc La căsuța d-îngă vale                                     | 1 La căsuța d-îngă vale 2 Mă luai, luai 3 Ș-oi muri ca mâine 4 Cântă cuce că ți-i bine 5 Balada șarpelui 6 Badea 'nalt și cu mustață 7 Mamă, nu mă legăna 8 Împărate, împărate 9 Am drăguț năsăudean 10 Rea soacră mi-am căpătat 11 Măi muiere, ce-i bărbate 12 Măicuță, când m-ai făcut 13 Moare badea de beteag 14 Dor mi-a fi de tine, mamă 15 Omu-n lume cât trăiește 16 Hai la mine, pui frumos 17 Mamă, dorul dumitale 18 Zis-o badea către mine | Formația instrumentală condusă de Anghel Urs Componență: Anghel Urs - vioară Dumitru Ciupa - fluier, caval, taragot Ioachim Spân - acordeon Mihail David - contrabas Dorel Ciobanu - braci                                     | Ana Sound                   | Reeditare CD Sonex Zalău SR-CD 031 |
| 2008           | 4333-2            | compact disc Cele mai frumoase colinde românești                       | 2 Măruț, mărgăritar 6 Viță verde de măr verde 10 Colo-n jos și mai în jos | Orchestra Paraschiv Oprea Dirijor: Paraschiv Oprea | Roton                       | Piesa nr. 10 a fost editată cu titlul ”Maica și Fiul”                                                                                       |
| 2009           | -                 | compact disc Cânt la lume că mi-i dragă                                | 1 Cântecul lui Tănase Todoran 2 Supărarea și urâtul | Orchestra Anghel Urs Dirijor: Anghel Urs | Libris Brașov               | Ultimele 2 înregistrări ale artistei, efectuate cu o săptămână înaintea decesului                                                           |
| 2009           | 4516-2            | compact disc Cele mai frumoase colinde românești                       | 5 La botezul lui Hristos 10 Colindul cerbului 14 Copilule cu ochi senini | Orchestra Constantin Arvinte Dirijor: Constantin Arvinte | Roton                       | |
| 8 martie 2010  | -                 | compact disc Cântece pentru mama                                       | 10 Nani, nani, puiuț mic | Orchestra George Vancu Dirijor: George Vancu | Jurnalul Național           | |
| 2010           | 4581-2            | compact disc Așa beau oamenii buni                                     | 4 Măi bădiță, struguraș | Orchestra Dumitru Buzoianu Dirijor: Dumitru Buzoianu | Roton                       | |
| 2010           | E 579             | compact disc O, brad frumos!                                           | 11 Să fii bucuros, creștine 12 Coborât-o, coborât | Orchestra Constantin Arvinte Dirijor: Constantin Arvinte | Eurostar                    | |
| 2010           | E 585             | compact disc Să fii bucuros, creștine!                                 | 1 Coborât-o, coborât 2 Să fii bucuros, creștine 8 Aseară pe-nserate 9 La râul Iordanului 10 De-aș avea tot bunul lumii 11 Nunta din Cana Galileii | Orchestra Constantin Arvinte Dirijor: Constantin Arvinte | Eurostar                    | Piesa nr. 8 a fost editată cu titlul ”Fecioara Maria”                                                                                       |
| 2011           | EDC 1043          | compact disc Colinde inspirate                                         | 18 Pe Iisus îl căutam | Orchestra Constantin Arvinte Dirijor: Constantin Arvinte | Electrecord                 | |
| 2013           | -                 | compact disc Pricesne și cântări religioase - reeditare -              | 1 Blândul Păstor 2 Chemarea Bisericii Ortodoxe 3 Cruce Sfântă părăsită 4 Ruga Maicii Domnului 5 Cina cea de taină 6 Sfântă Marie, pentru noi, roagă-te 7 Te ador, Iisuse 8 A bătut la ușa ta cineva 9 Astăzi Maica-n cer se duce 10 Chemarea Mariei (De la margini, o, apostoli) 11 Din mormântu-ntunecat 12 O, Măicuță Sfântă și Măicuță Sfântă 13 Cele zece fecioare 14 Lâng-o salcie pletoasă A5 O, Măicuță Sfântă 16 Așa ne zice Domnul Slavei 17 O, vai, vai, Ierusalime 18 La Tine vin, Iisuse, iar | | Glas Transilvan - Euromusic | Reeditare a casetelor produse de Glas Transilvan T 551 și T 571                                                                             |
| 10 august 2013 | 9729-4            | compact disc Pricesne și cântece religioase                            | 1 Blândul Păstor 12 Sfântă Marie, pentru noi, roagă-te | | Euromusic                   | |
| 2013           | -                 | compact disc Mari interpreți de folclor - Vol. 5                       | 1 Mult mă-ntreabă cucuțul 2 Bade, dorul dumitale 3 La mireasă 4 Însoară-te bade-al meu 5 Am drăguț năsăudean 6 Zis-o badea c-a veni 7 Bade, de drăguța ta 8 Bade, frumoși ochișori 9 Vecină de peste drum 10 Măi muiere și-a mea dragă 11 Bădță, struț înflorit 12 M-o făcut mama pe lună 13 Spusu-le-am ochilor mei 14 Ia-mă-n brațe, dorule! 15 Găina 16 Drag mi-i jocul românesc 17 De când s-o dus bădița 18 Mare-i, mamă, al meu sat 19 Măi bădiță, struguraș 20 Hai mireasă suie-n car 21 Bădiță din altu sat 22 Ce stai bade supărat 23 De când badea mă iubește 24 I-am spus la drăguț aseară                                                                                    | Orchestra de Muzică Populară Radio Dirijor: George Vancu (1-5) Orchestra George Vancu Dirijor: George Vancu (6-10, 14-18, 20, 22-24) Orchestra Dumitru Buzoianu Dirijor: Dumitru Buzoianu (11-13, 19, 21)                      | Litera                      | Înregistrări Radio realizate în 1974 (1-5)                                                                                                  |
| 2014           | 20760011 CD       | compact disc Nestemate ale folclorului românesc                        | 14 Măi vecină d-îngă mine | Orchestra George Vancu Dirijor: George Vancu | Reader's Digest             | CD 4 |